# Marco Bussetti
Marco Bussetti (Gallarate, 28 maggio 1962) è un funzionario, politico e insegnante italiano.
È stato ministro dell’istruzione, dell'università e della ricerca nel governo Conte I.

## Biografia
Ha conseguito il diploma ISEF rilasciato dall’Istituto Superiore di Educazione Fisica dell'Università Statale di Milano e dal 1986 al 1992 è stato docente di scienze motorie di scuola secondaria di primo grado e di scuola secondaria di secondo grado. Nel 2000 si è laureato in Scienze e Tecniche delle Attività Motorie Preventive e Adattate presso l'Università Cattolica del Sacro Cuore di Milano con votazione 110/110 e lode.
Dal 1992 ha ricoperto a livello regionale e provinciale diversi incarichi connessi alle attività di educazione motoria, fisica e sportiva. È stato allenatore della squadra di basket di Gallarate.  Dal 2001 è stato Coordinatore di Educazione Fisica e Sportiva del Provveditorato agli studi di Varese.
Dal 2007 è stato Coordinatore per l’Ufficio scolastico regionale per la Lombardia. Fino al 2011 è stato dirigente scolastico dell'istituto comprensivo di Corbetta. Dal 2014 fino alla nomina a Ministro è stato dirigente dell’ufficio scolastico territoriale di Milano (ora ambito territoriale).
Il 1º giugno 2018 è diventato ministro dell'istruzione, dell'università e della ricerca nel Governo Conte I.
Il 5 settembre 2019 ha cessato dalle funzioni ministeriali con il giuramento del Governo Conte II. È dunque tornato Dirigente dell’Ufficio scolastico regionale della Lombardia, responsabile degli Ordinamenti e delle politiche per gli studenti, e dell’Ufficio Territoriale di Como.
Dall'agosto 2023 è stato direttore dell'Ufficio scolastico regionale del Veneto.

## Controversie

### Rimborsi per i viaggi come ministro
Nell'ottobre del 2019 un'inchiesta di Repubblica ha denunciato che Bussetti, durante i 15 mesi del mandato da ministro, avrebbe ottenuto rimborsi delle spese di viaggio per oltre 25 mila euro, per un totale di 133 missioni, di cui 80 senza motivazione con destinazioni in Lombardia. Da più fronti politici sono dunque state richieste verifiche sulle spese da ministro.
Nel novembre 2019 il ministero della pubblica istruzione ha contestato a Bussetti di aver chiesto rimborsi per 44 viaggi a scopo privato, nel periodo in cui era ministro, ed ha dunque chiesto di restituire i soldi ottenuti.
Nell'ottobre 2023 poi anche Repubblica venne condannata in primo grado ad un risarcimento di 10 000 euro nei confronti dell'ex ministro, in quanto negli articoli del 2019 si sosteneva che, fra i viaggi per i quali Bussetti avrebbe ottenuto il rimborso, vi fosse un volo verso la Costa Azzurra del 18 giugno 2018, in concomitanza con un presunto consiglio dei ministri che Bussetti avrebbe disertato, ma tali fatti sono risultati privi di «qualsiasi prova».

### Nomine a fine mandato
Nell'agosto del 2019 Bussetti venne contestato perché, pochi giorni prima di lasciare la guida del ministero dell'istruzione, effettuò le nomine dei direttori generali degli Uffici scolastici regionali di Lombardia, Liguria, Lazio e Molise, suscitando qualche sospetto di conflitti di interessi. Queste nomine vennero bloccate qualche giorno dopo, per irregolarità nella procedura.

### Consulenza per la Presidenza del Consiglio
Nel luglio 2025 il settimanale L'Espresso (anch'esso del gruppo GEDI come Repubblica) in un articolo a firma di Sergio Rizzo ha lamentato il fatto che Bussetti, mentre è direttore dell'Ufficio scolastico regionale del Veneto, percepirebbe 47 mila euro lordi annui per essere consulente della Struttura di missione per gli anniversari di interesse nazionale, organo della Presidenza del Consiglio dei ministri.

## Opere
- Marco Bussetti (a cura di), Imparare giocando: vademecum di giochi per la scuola primaria, Milano, Libreria dello Sport, 2011,  p. 83, ISBN 978-88-6127-027-5.